# Lothar Machtan

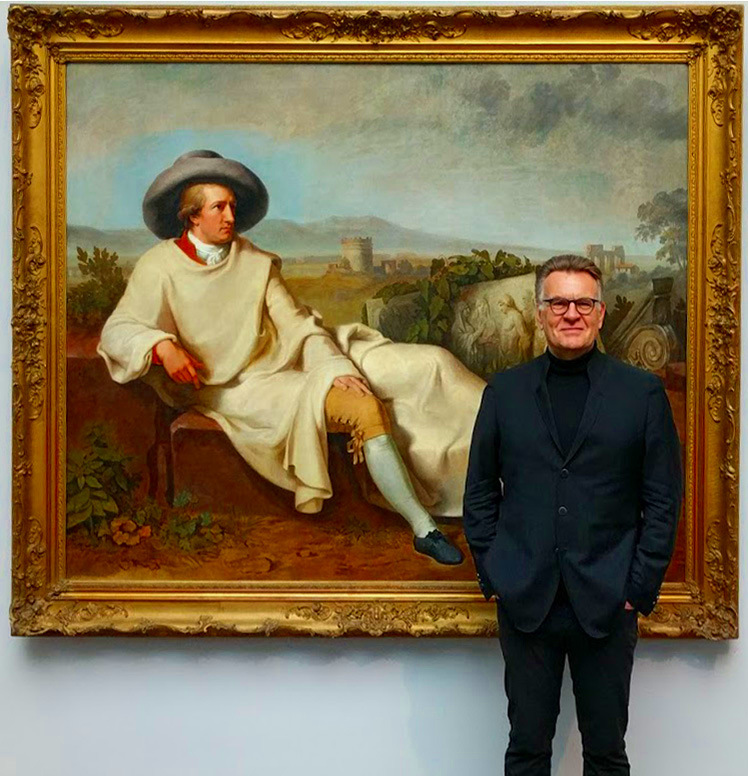
Lothar Machtan vor dem Gemälde Goethe in der Campagna (2018)

Lothar Machtan (* 4. Oktober 1949 in Gelsenkirchen) ist ein deutscher Historiker, Hochschullehrer und Autor. Er lehrte und forschte bis 2015 als Professor für Neuere Geschichte an der Universität Bremen.

## Biografie
Machtan studierte Geschichts- und Politikwissenschaft an der Universität  Heidelberg. Er promovierte 1978 an der Universität Bremen zum Dr. phil. und habilitierte zehn Jahre später in Bremen. Dort wurde er 1995 zum apl. Professor ernannt. Außer in Bremen forschte und lehrte er noch in Konstanz, Berlin, Kassel, Halle und am Claremont McKenna College in Kalifornien. Sein Forschungsschwerpunkt verlagerte sich von der Sozial- bzw. Sozialpolitikgeschichte auf die Kulturgeschichte der Politik.
Als Historiker beschäftigt sich Machtan hauptsächlich mit der deutschen Geschichte im 19. und 20. Jahrhundert, behandelt dabei vor allem kulturelle Aspekte der Politik. Er hat mehrere Sachbücher in Publikumsverlagen veröffentlicht. In einer breiten Öffentlichkeit wurden seine Spekulationen über eine Homosexualität Adolf Hitlers diskutiert. Das Hitler-Buch wurde in elf Sprachen übersetzt, trug aber dazu bei, Machtans wissenschaftliche Reputation zu schmälern. Das biographische Werk von 2013 Prinz Max von Baden. Der letzte Kanzler des Kaisers fand Beachtung. Machtan schreibt außerdem u. a. für den Spiegel, die Zeit und die Frankfurter Allgemeine Zeitung. Er ist zudem als Ausstellungsmacher (Bismarck-Museum Bad Kissingen) und als Film- und Drehbuchautor tätig.

## Werke
- Streiks im frühen deutschen Kaiserreich. Campus, Frankfurt am Main / New York 1983.
- Bismarcks Tod und Deutschlands Tränen. Reportage einer Tragödie. Goldmann, München 1998.
- Bismarck. Deutsche Erinnerungsorte. Hrsg. von Etienne Francois und Hagen Schulze, Bd. II, München 2001, S. 86–104.
- Hitlers Geheimnis. Das Doppelleben eines Diktators. Alexander Fest Verlag, Berlin 2001, ISBN 978-3-8286-0145-1 (erweiterte Taschenbuchausgabe bei S. Fischer, Frankfurt am Main 2003, ISBN 978-3-596-15927-7).
- Was Hitlers Homosexualität bedeutet. Anmerkungen zu einer Tabugeschichte. In: Zeitschrift für Geschichtswissenschaft, 51. Jg., 2003, S. 334–351.
- Der Kaisersohn bei Hitler. Hoffmann und Campe, Hamburg 2006, ISBN 978-3-45509484-8.
- Die Abdankung. Wie Deutschlands gekrönte Häupter aus der Geschichte fielen. Propyläen, Berlin 2008, ISBN 978-3-549-07308-7.
- Deutschlands gekrönter Herrscherstand am Vorabend des Ersten Weltkrieges. Ein Inspektionsbericht zur Funktionstüchtigkeit des deutschen Monarchie-Modells. In: Zeitschrift für Geschichtswissenschaft, 58. Jg., 2010, S. 222–241.
- Prinz Max von Baden. Der letzte Kanzler des Kaisers. Suhrkamp, Berlin 2013, ISBN 978-3-518-42407-0.
- Autobiografie als geschichtspolitische Waffe. Die Memoiren des letzten kaiserlichen Kanzlers Max von Baden. In: Vierteljahrshefte für Zeitgeschichte, Heft 4/2013, S. 481–512.
- Die Abdankung. Wie Deutschlands gekrönte Häupter aus der Geschichte fielen. Neuausgabe dtv, München 2016, ISBN 978-3-423-28085-3.
- Der Endzeitkanzler. Prinz Max von Baden und der Untergang des Kaiserreichs. Konrad Theiss Verlag, Stuttgart 2018, ISBN 978-3-8062-3660-6.
- Kaisersturz. Vom Scheitern im Herzen der Macht. wbg Theiss, Darmstadt 2018, ISBN 978-3-8062-3760-3.
- Zeitenwende ohne Beglaubigung. Oder: Die Scheidemann-Legende. In: Martin Sabrow (Hrsg.): Revolution! Verehrt – verhasst – vergessen. Göttingen 2019, S. 25–62.
- Der Kronprinz und die Nazis. Hohenzollerns blinder Fleck. Duncker & Humblot, Berlin 2021, ISBN 978-3-428-18394-4

## Filmografie (Auswahl)
- 2018: Kaisersturz